# Kunice (okres Praha-východ)
Kunice jsou obec v okrese Praha-východ, ležící asi 8 km jihovýchodně od hranic Prahy. Žije zde přibližně 1 900 obyvatel. Nejvyšším bodem obce je vrch Bartošky (487 m n. m.).
Obec sestává z pěti částí, a to Dolní a Horní Lomnice, Kunice, Vidovice a Všešímy. Oblast je velmi oblíbená rekreanty a chataři, kteří zde obývají více než 400 chat.

## Historie
První zmínky o obci pocházejí již z roku 970 z období vlády knížete Boleslava II.

### Územněsprávní začlenění
Dějiny územněsprávního začleňování zahrnují období od roku 1850 do současnosti. V chronologickém přehledu je uvedena územně administrativní příslušnost obce v roce, kdy ke změně došlo:
- 1850 země česká, kraj Praha, politický okres Jílové, soudní okres Říčany[5]
- 1855 země česká, kraj Praha, soudní okres Říčany[5]
- 1868 země česká, politický okres Český Brod, soudní okres Říčany[5]
- 1898 země česká, politický okres Žižkov, soudní okres Říčany[6]
- 1921 země česká, politický okres Žižkov sídlo Říčany, soudní okres Říčany[7]
- 1925 země česká, politický i soudní okres Říčany[8]
- 1939 země česká, Oberlandrat Praha, politický i soudní okres Říčany[9]
- 1942 země česká, Oberlandrat Praha, politický okres Praha-venkov-jih, soudní okres Říčany[10]
- 1945 země česká, správní i soudní okres Říčany[11]
- 1949 Pražský kraj, okres Říčany[12]
- 1960 Středočeský kraj, okres Praha-východ[13]

### Rok 1932
Ve vsi Kunice (374 obyvatel, katol. kostel) byly v roce 1932 evidovány tyto živnosti a obchody: lékař, 2 hostince, kolář, kovář, mlýn, pekař, 4 řezníci, 2 obchody se smíšeným zbožím, spořitelní a záložní spolek pro Kunice, trafika, truhlář.
V obci Dolní Lomnice (přísl. Horní Lomnice, Chlum, Vidovice, 337 obyvatel, samostatná obec se později stala součástí Kunic) byly v roce 1932 evidovány tyto živnosti a obchody: družstvo pro rozvod elektrické energie v Dolní Lomnici, 3 hostince, kamenoprůmysl, kovář, žulový lom, vodní družstvo meliorace, pekař, rolník, 3 obchody se smíšeným zbožím, 2 trafiky, 2 velkostatky (Fantová, Chlum).

## Památky
- V Kunicích stojí kostel sv. Máří Magdaleny románského původu ze 13. století.
- Před kostelem roste památný strom – lípa malolistá
- V místní části Vidovice v poplužním dvoře na místě starší budovy založen roku 1877 zámek zvaný Berchtold, nyní v opraveném zámku hotel. V přilehlém parku je sportovní a dětské centrum.
- V místní části Dolní Lomnice stával zámek Chlum – v roce 2012 byl zbořen.

## Školství

### Mateřská škola
V obci funguje mateřská škola s celkovými čtyřmi třídami.

### Základní škola

#### Historie
Školství má v Kunicích dlouhou tradici. První zmínky o žádost občanů na vybudování školy se datují již do roku 1847. Stavba školy byla zahájena roku 1899 a při stavbě pomáhali téměř všichni občané Kunic. Slavnostní zahájení školní výuky bylo stanoveno na 2. září 1900 a do první třídy nastoupilo 66 kunických prvňáčků. Škola byla v roce 1979 zrušena a 33 dětí bylo i s učitelkou převedeno do školy ve Velkých Popovicích.

#### Současnost
K novému otevření školy v Kunicích došlo až po 35 letech. V roce 2013 okolní školy přestaly z kapacitních důvodů přijímat žáky z Kunic a zároveň vlivem nové výstavby průběžně docházelo nárůstu počtu místních dětí. V 2014 proto došlo k znovuotevření školy. V prvním školním roce do první třídy nastoupilo 16 žáčků.
V letech 2018-2019 došlo k celkové rekonstrukci a přístavbě školy, vznikla nová dvě podlaží, školní knihovna, odborné a kmenové učebny, zrekonstruovány sítě, sociální zařízení. Škola tak nyní kapacitně vyhovuje i pro druhý stupeň až do 9. třídy.

## Doprava
Katastrem obce prochází dálnice D1, exit 15 (Všechromy) je ve vzdálenosti 3 km. V západní části území prochází krátký úsek silnice II/107. Obcí dále prochází silnice III. třídy:
- III/1016 Strančice - Kunice - III/1018
- III/1017 Strančice - Všešímy
- III/1018 Velké Popovice - Horní a Dolní Lomnice - Mirošovice

Železniční trať ani stanice na území obce nejsou. Nejbližší železniční stanicí jsou Strančice ve vzdálenosti 1,5 km ležící na trati 221 z Prahy do Benešova.
V obci měly v roce 2011 zastávku autobusové linky Strančice-Velké Popovice-Kamenice, Strančice-Kunice,Všešímy a Strančice-Velké Popovice-Mirošovice s mnoha spoji (dopravce Veolia Transport Praha, s. r. o.).

## Sport
Fotbal
Nejstarší dochovanou sportovní aktivitou v obci je fotbal. První zmínky o fotbalovém utkání pochází z roku 1901. V roce 1934 byl založen fotbalový klub SK Kunice.
Dnešní klub – TJ Kunice – má vlastní areál v jižní části obce. Vznikal od roku 1968; slavnostně otevřen v dnešní podobě byl v roce 1986. Od té doby se neustále rozvíjí – má dvě travnatá hřiště a tréninkovou plochu. Na hlavním hřišti několikrát trénovala i česká fotbalová reprezentace.

## Další fotografie

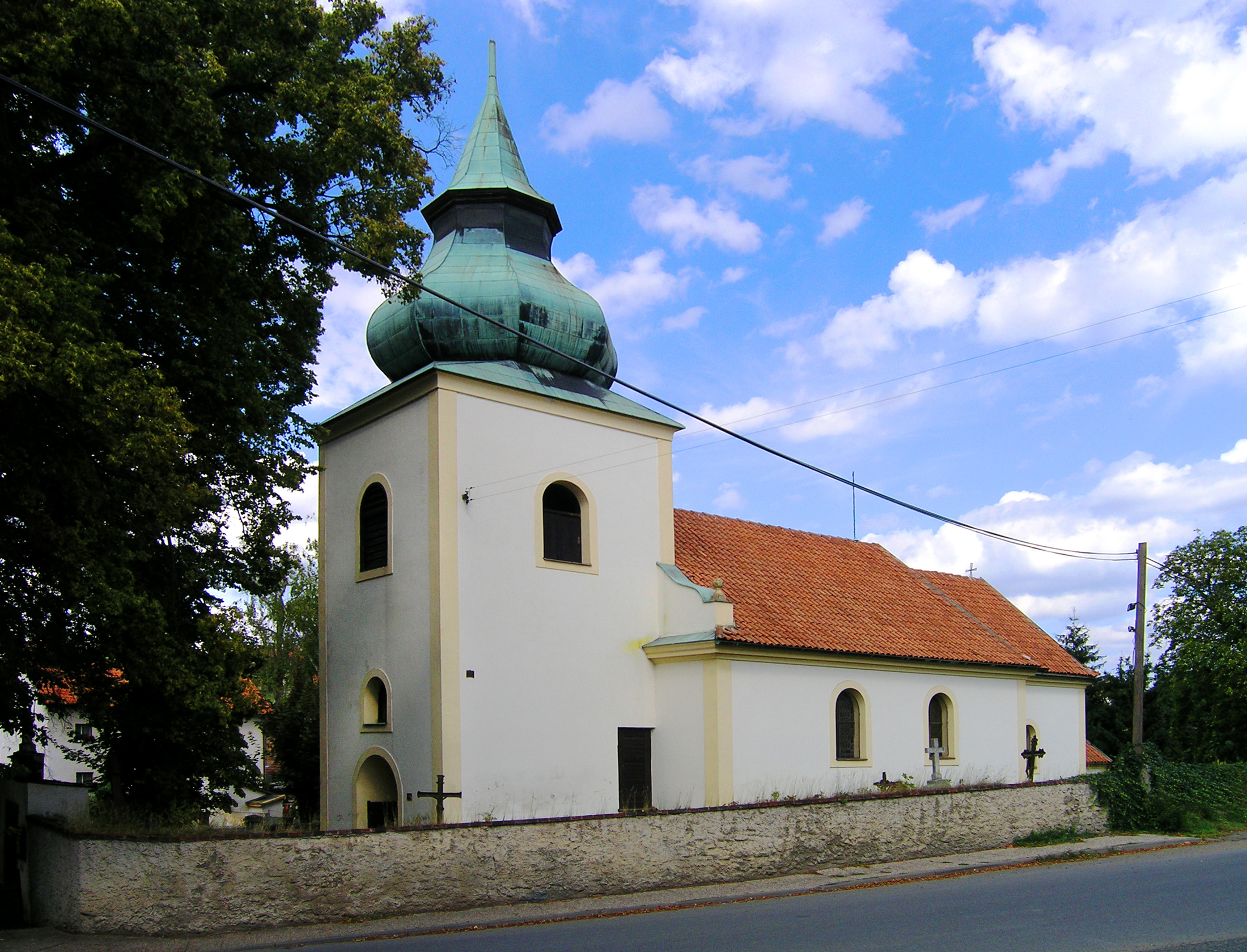
Kostel sv. Maří Magdaleny v Kunicích
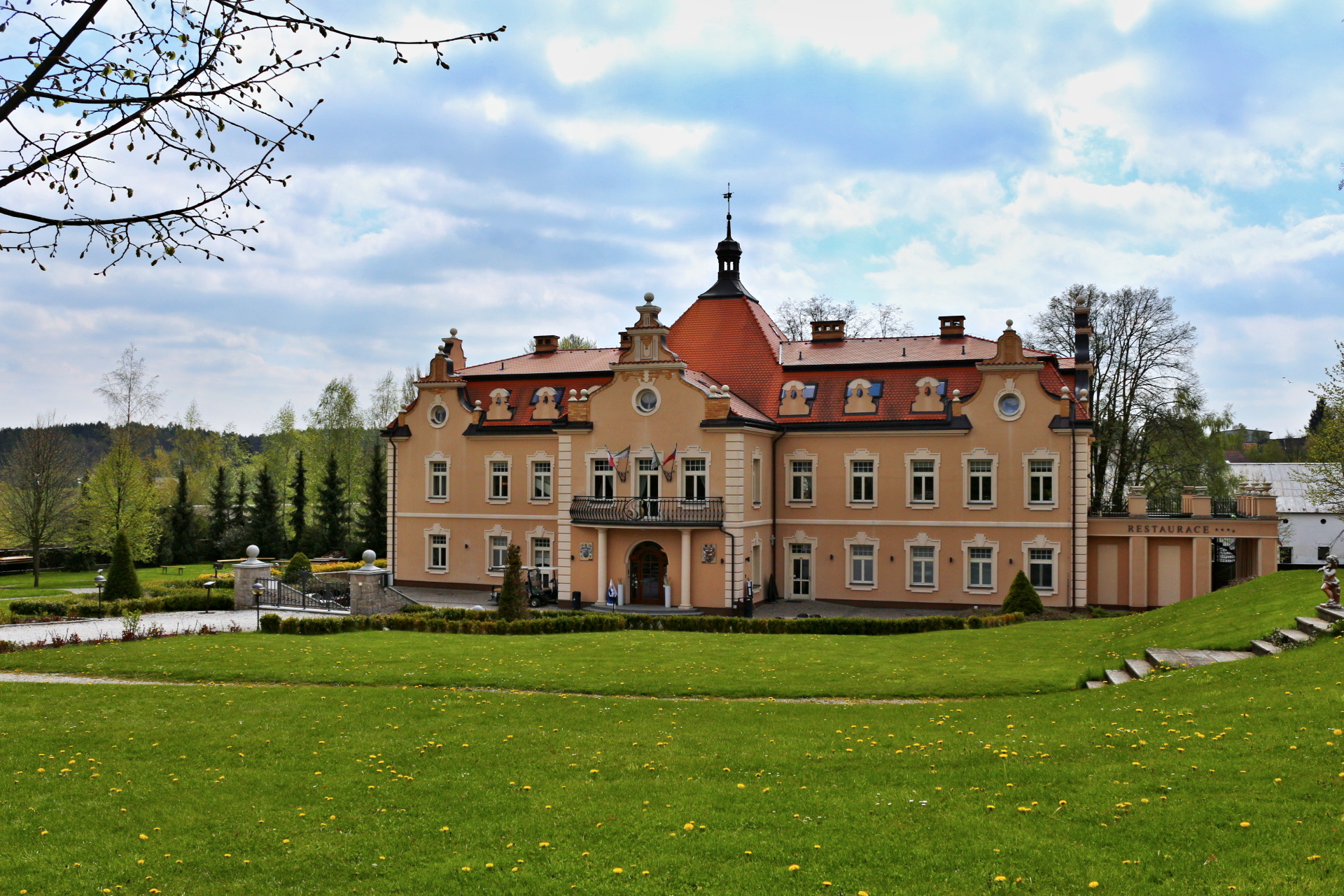
Zámek Berchtold ve Vidovicích
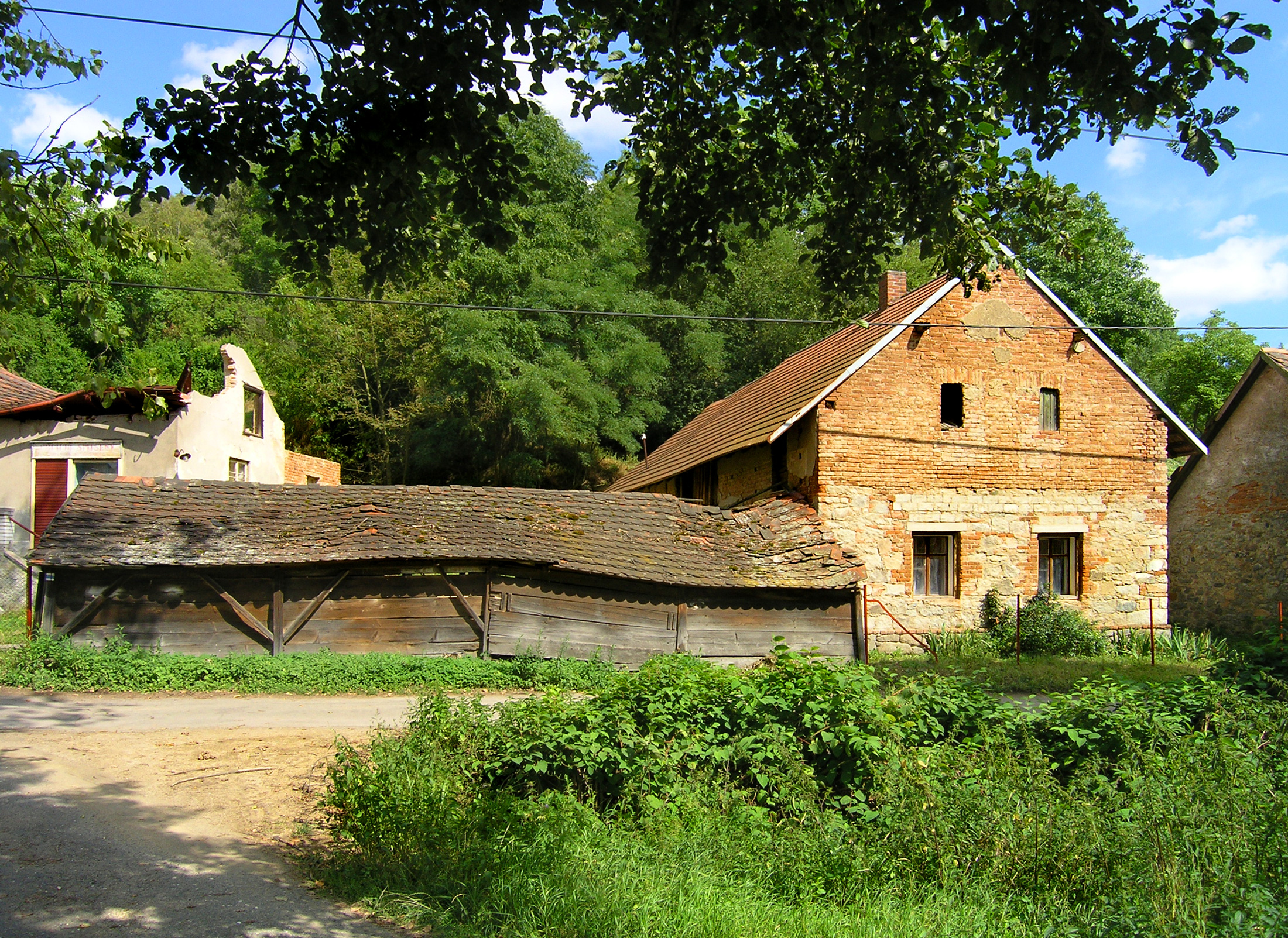
Opuštěná stavení v Dolní Lomnici
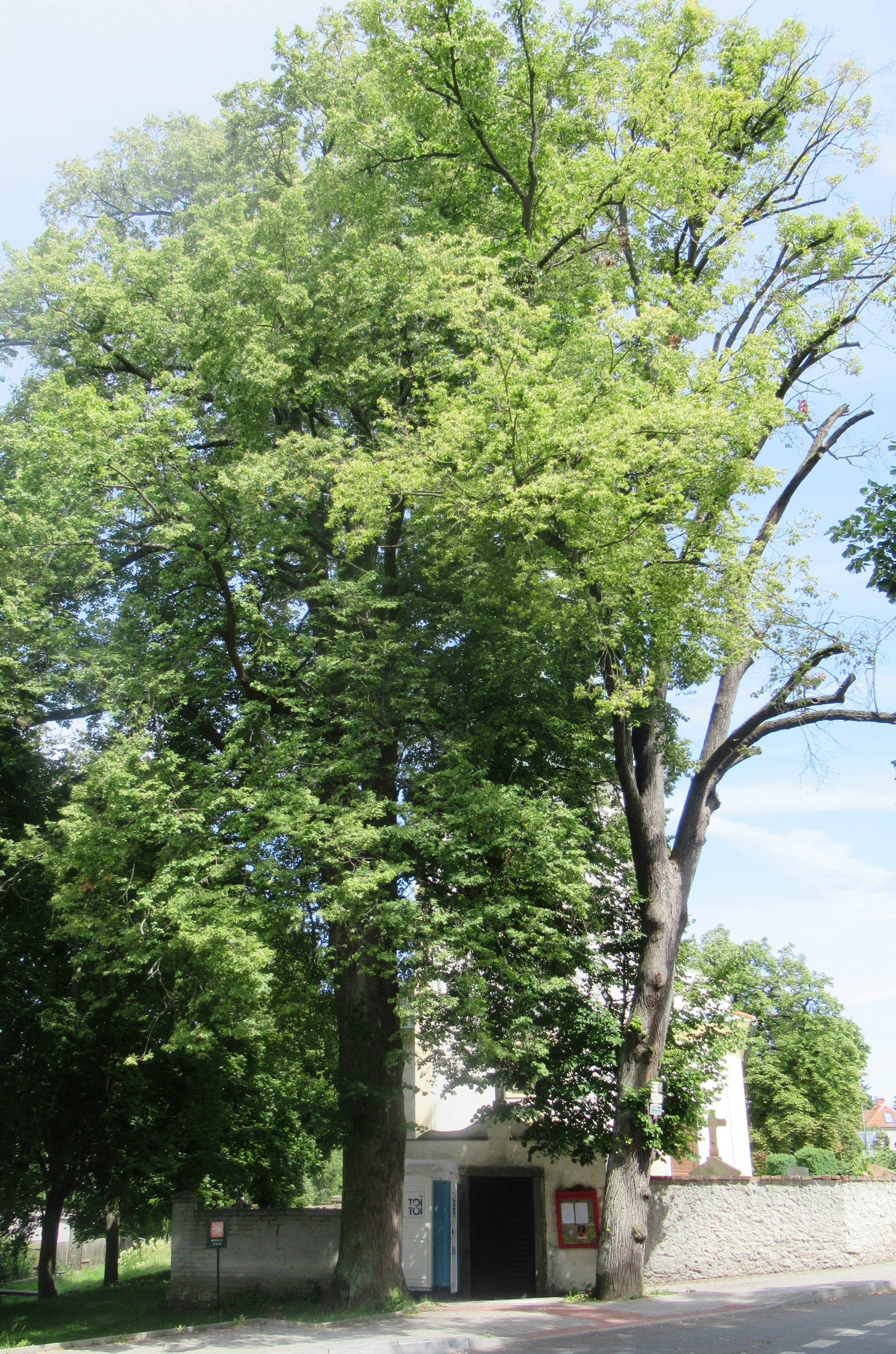
Lípy u kostela, památné stromy